# Teatret ved Sorte Hest
Teatret ved Sorte Hest Vesterbrogade 150 er et af Københavns ældste intimteatre. Teatret blev grundlagt i 1978 af skuespillerne Brigitte Kolerus, Michael Lindvad og scenograf Ves Harper. 
Teatret ved Sorte Hest har op gennem 1980'erne og 1990'erne udklækket mange af dem, som har præget dansk teater, film og TV i de sidste årtier.
Repertoiret er moderne klassikere og nyere dansk og svensk dramatik. Teatret har en lang tradition for at opføre absurd dramatik af Dario Fo, Samuel Beckett og Eugène Ionesco.
Teatret har en sal med plads til 70 og en publikumsfoyer, hvor der afholdes publikumsarrangementer.
Teatret ved Sorte Hest fik i 1992 status som egnsteater og 1996 som lille storbyteater i Københavns Kommune.

## Oversigt over teatrets ledelse
- 1978 - 1988	: Brigitte Kolerus, Michael Lindvad og Ves Harper.
- 1988 - 1994	: Brigitte Kolerus, Maria Stenz
- 1994 - 2001	: Brigitte Kolerus, Maria Stenz, Mickey Pheiffer
- 2001 - 2002	: Maria Stenz, Mickey Pheiffer
- 2002 - 2011	: Maria Stenz
- 2011 - 2011	: Maria Stenz, Maria Walbom Vinterberg
- 2012 - 	: Maria Walbom Vinterberg

## Områdets og bygnings historie
Teatret ligger i den del af Vesterbro, der kendes som Sorte Hest-området. De fire heste (grøn, hvid, gul og sort) var landevejskroer, som lå på Vestre Landevej (det nuværende Vesterbrogade), der ledte ind til Vesterport. Her kunne bønder, som ikke nåede inden for byportene, inden de lukkede ved solnedgang, overnatte i sikkerhed. Sorte Hest (det nuværende Vesterbrogade 148 – bydelens ældste bygning) har været gjæstgiveri siden 1600-tallet under navnet Den Gyldne Løve. I 1771 blev det opført som landevejskro og var smugkro i nogle år i 1800-tallet, idet den ikke havde kongelig bevilling. I 1825 omtales den for første gang som ”Kongelig Privilegeret Gjæstgivergård”. Overfor Sorte Hest lå galgebakken på Vester Fælled (det nuværende Amerikavej). Det var her greverne Struensee og Brandt lå på hjul og stejle efter henrettelsen i 1772. Gjæstgiveriet servicerede rejsende til og fra København til langt op i 1900-tallet. I dag er Gjæstgiveriet et konditori af samme navn.
Den bygning, hvori Teatret ved Sorte Hest ligger, var en gammel lagerbygning med vognport og bolig for de tjenestefolk, som arbejdede i Hintzes Villa, hvor fabrikant Hintze boede og efter sigende afholdt vilde fester med dansepigerne fra det gamle Det gamle Scala. Senere blev villaen til Mekanisk Museum. I begyndelsen af 1980'erne stod huset tomt. I 1986 flyttede den danske BZ-bevægelse ind og gjorde bygningen til hovedkvarter og åbnede ”Café Morgenstjerne”. Politiet ryddede bygningen efter voldsomme gadekampe d. 2. feb. 1990. I dag ejer andelsboligforeninger bygningerne i Sorte Hest-området, og Hintzes Villa er lejet ud til erhverv.